# Ландалусе, Мартин
Мартин Ландалусе Лакамбра (исп. Martín Landaluce Lacambra; род. 8 января 2006, Мадрид, Мадрид, Испания) — испанский профессиональный теннисист; победитель одного турнира ATP Challenger и одного турнира ITF в одиночном разряде.
С 2025 года Ландалусе представляет Испании на Кубке Дэвиса, где его рекорд W/L: 0—1.
Победитель одного юниорского турнира Большого шлема в одиночном разряде (Открытый чемпионат США-2022); полуфиналист двух юниорского турнира Большого шлема в одиночном и в парном разрядах (Уимблдон-2022); бывшая первая ракетка мира в юниорском рейтинге ITF (2023).

## Общая информация
Родился 8 января 2006 года в городе Мадрид, в Испании.

## Спортивная карьера
В 2024 году стал победителем одного турнира ATP Challenger и одного турнира серии ITF Futures в одиночном разряде.

### 2025
В январе 2025 года в Мельбурне (Австралия) впервые прошёл квалификацию и вышел в основную сетку одиночного разряда Открытого чемпионата Австралии, где в первом круге за три сета проиграл получившему уайлд-кард австралийцу Джеймсу Маккейбу со счётом 4-6, 3-6, 4-6.
В феврале 2025 года в Биле (Швейцария) впервые уствовал в квалификационных матчах Кубка Дэвиса, где он проиграл швейцарецу Реми Бертола со счётом 7-6(2), 3-6, [12:14].